# Otos
Otos é um município da Espanha na província de Valência, Comunidade Valenciana. Tem 11,1 km² de área e em 2021 tinha 428 habitantes (densidade: 38,6 hab./km²).

## Demografia
| Variação demográfica do município entre 1991 e 2004 | Variação demográfica do município entre 1991 e 2004 | Variação demográfica do município entre 1991 e 2004 | Variação demográfica do município entre 1991 e 2004 |
| --------------------------------------------------- | --------------------------------------------------- | --------------------------------------------------- | --------------------------------------------------- |
| 1991                                                | 1996                                                | 2001                                                | 2004                                                |
| 563                                                 | 534                                                 | 524                                                 | 504                                                 |